# Gran Premio di Monaco 2004
Il Gran Premio di Monaco 2004 è stato un Gran Premio di Formula 1 disputato il 23 maggio 2004 sul circuito cittadino di Monaco. La gara vide la prima ed unica vittoria in Formula 1 di Jarno Trulli, su Renault. Il pilota italiano, autore anche della pole position, interruppe la serie di cinque vittorie consecutive messa a segno da Michael Schumacher, costretto nell'occasione al ritiro per un incidente. Completarono il podio Jenson Button su BAR-Honda e Rubens Barrichello su Ferrari.

## Vigilia

### Aspetti sportivi
Il circuito di Monaco fu dotato di una nuova corsia dei box, molto più ampia della precedente. Grazie a questo ampliamento tutte le scuderie ebbero accesso a dei garage separati nei quali era possibile ricoverare le vetture e il limite di velocità in corsia box fu aumentato a 80 km/h. Il muretto dei box rimase affacciato sul rettilineo di partenza, dando però le spalle all'ingresso dei nuovi garage.
La Jaguar corse il fine settimana monegasco con una speciale livrea dedicata al lancio della pellicola Ocean's Twelve e, come ulteriore operazione di marketing, sul musetto delle monoposto di Klien e Webber vennero incastonati due diamanti del valore di 300.000 dollari l'uno; tuttavia un incidente occorso alla R5 dell'austriaco fece sì che il suo brillante venisse smarrito in pista e mai più ritrovato.

### Aspetti tecnici
La FIA mise definitivamente al bando le paratie verticali sul profilo principale dell'alettone posteriore, introdotte a inizio stagione dalla BAR e oggetto di diverse polemiche e limitazioni nelle gare precedenti. Come di consueto, le scuderie adattarono le proprie monoposto alle peculiari caratteristiche del circuito monegasco, adottando assetti particolarmente morbidi in modo da ottimizzare la trazione e aumentando l'altezza da terra. Rispetto ad alcune edizioni precedenti non furono, però, portate in pista delle soluzioni stravaganti nel tentativo di massimizzare il carico aerodinamico.
Renault e Ferrari furono le scuderie maggiormente attive. La scuderia francese dotò le proprie monoposto di due tiranti in carbonio, fissati alla scocca e alla parte terminale del motore, per aumentarne la rigidità torsionale. La Renault aveva adottato la stessa soluzione anche negli anni precedenti, quando montava sulle proprie vetture motori a V "larga" (111°), ma la aveva accantonata a inizio stagione in virtù del passaggio a propulsori più convenzionali, con un angolo tra le bancate di 72 gradi. La Ferrari, invece, introdusse sulle F2004 di Schumacher e Barrichello delle nuove ciminiere di sfogo dei radiatori, orientate verso l'esterno e aventi funzioni di miglioramento dei flussi d'aria nella zona posteriore della monoposto, oltre che di sfogo del calore.

## Prove libere
Come nelle gare precedenti, BAR, Jaguar, Toyota, Jordan e Minardi schierarono in pista una terza vettura (affidata rispettivamente a Anthony Davidson, Björn Wirdheim, Ricardo Zonta, Timo Glock e Bas Leinders) nelle due sessioni di prove libere, disputate come d'abitudine a Monaco il giovedì e non il venerdì.
I tempi migliori nella prima sessione di prove libere di giovedì furono i seguenti:
| Pos | Nº | Pilota             | Costruttore | Tempo    |
| --- | -- | ------------------ | ----------- | -------- |
| 1   | 1  | Michael Schumacher | Ferrari     | 1'16"502 |
| 2   | 10 | Takuma Satō        | BAR - Honda | 1'17"279 |
| 3   | 9  | Jenson Button      | BAR - Honda | 1'17"339 |

I tempi migliori nella seconda sessione di prove libere di giovedì furono i seguenti:
| Pos | Nº | Pilota             | Costruttore | Tempo    |
| --- | -- | ------------------ | ----------- | -------- |
| 1   | 1  | Michael Schumacher | Ferrari     | 1'14"741 |
| 2   | 35 | Anthony Davidson   | BAR - Honda | 1'15"141 |
| 3   | 2  | Rubens Barrichello | Ferrari     | 1'15"319 |

I tempi migliori nella prima sessione di prove libere di sabato furono i seguenti:
| Pos | Nº | Pilota             | Costruttore       | Tempo    |
| --- | -- | ------------------ | ----------------- | -------- |
| 1   | 1  | Michael Schumacher | Ferrari           | 1'15"751 |
| 2   | 2  | Rubens Barrichello | Ferrari           | 1'15"770 |
| 3   | 14 | Mark Webber        | Jaguar - Cosworth | 1'16"273 |

I tempi migliori nella seconda sessione di prove libere di sabato furono i seguenti:
| Pos | Nº | Pilota             | Costruttore | Tempo    |
| --- | -- | ------------------ | ----------- | -------- |
| 1   | 1  | Michael Schumacher | Ferrari     | 1'14"014 |
| 2   | 7  | Jarno Trulli       | Renault     | 1'14"016 |
| 3   | 10 | Takuma Satō        | BAR - Honda | 1'14"020 |

## Qualifiche

### Resoconto
Jarno Trulli conquistò la prima pole position della sua carriera, battendo per circa tre decimi Ralf Schumacher. Il pilota tedesco venne, però, retrocesso di dieci posizioni sullo schieramento per aver sostituito il motore sulla sua vettura. Il secondo posto fu quindi assegnato a Button, seguito da Alonso, Michael Schumacher, Räikkönen, Barrichello, Sato e Coulthard; il gruppo dei primi dieci fu completato da Montoya e Fisichella.

### Risultati
| Pos | No | Pilota               | Costruttore        | Pneumatici | Prequalifiche | Qualifiche | Distacco |
| --- | -- | -------------------- | ------------------ | ---------- | ------------- | ---------- | -------- |
| 1   | 7  | Jarno Trulli         | Renault            | M          | 1'14"993      | 1'13"985   |          |
| 2   | 9  | Jenson Button        | BAR - Honda        | M          | 1'14"799      | 1'14"396   | +0"411   |
| 3   | 8  | Fernando Alonso      | Renault            | M          | 1'14"816      | 1'14"408   | +0"423   |
| 4   | 1  | Michael Schumacher   | Ferrari            | B          | 1'15"927      | 1'14"516   | +0"531   |
| 5   | 6  | Kimi Räikkönen       | McLaren - Mercedes | M          | 1'14"659      | 1'14"592   | +0"607   |
| 6   | 2  | Rubens Barrichello   | Ferrari            | B          | 1'15"329      | 1'14"716   | +0"731   |
| 7   | 10 | Takuma Satō          | BAR - Honda        | M          | 1'14"931      | 1'14"827   | +0"842   |
| 8   | 5  | David Coulthard      | McLaren - Mercedes | M          | 1'14"728      | 1'14"951   | +0"966   |
| 9   | 3  | Juan Pablo Montoya   | Williams - BMW     | M          | 1'15"029      | 1'15"039   | +1"054   |
| 10  | 11 | Giancarlo Fisichella | Sauber - Petronas  | B          | 1'14"814      | 1'15"352   | +1"367   |
| 11  | 14 | Mark Webber          | Jaguar - Cosworth  | M          | 1'16"161      | 1'15"725   | +1"740   |
| 12  | 4  | Ralf Schumacher      | Williams - BMW     | M          | 1'14"483      | 1'14"345   | +0"360   |
| 13  | 17 | Olivier Panis        | Toyota             | M          | 1'15"125      | 1'15"859   | +1"874   |
| 14  | 15 | Christian Klien      | Jaguar - Cosworth  | M          | 1'16"379      | 1'15"919   | +1"934   |
| 15  | 16 | Cristiano da Matta   | Toyota             | M          | 1'15"738      | 1'16"169   | +2"184   |
| 16  | 12 | Felipe Massa         | Sauber - Petronas  | B          | 1'15"436      | 1'16"248   | +2"263   |
| 17  | 18 | Nick Heidfeld        | Jordan - Ford      | B          | 1'16"914      | 1'16"488   | +2"503   |
| 18  | 19 | Giorgio Pantano      | Jordan - Ford      | B          | 1'17"674      | 1'17"443   | +3"458   |
| 19  | 21 | Zsolt Baumgartner    | Minardi - Cosworth | B          | 1'20"468      | 1'20"060   | +6"075   |
| 20  | 20 | Gianmaria Bruni      | Minardi - Cosworth | B          | 1'20"740      | 1'20"115   | +6"130   |

## Gara

### Resoconto

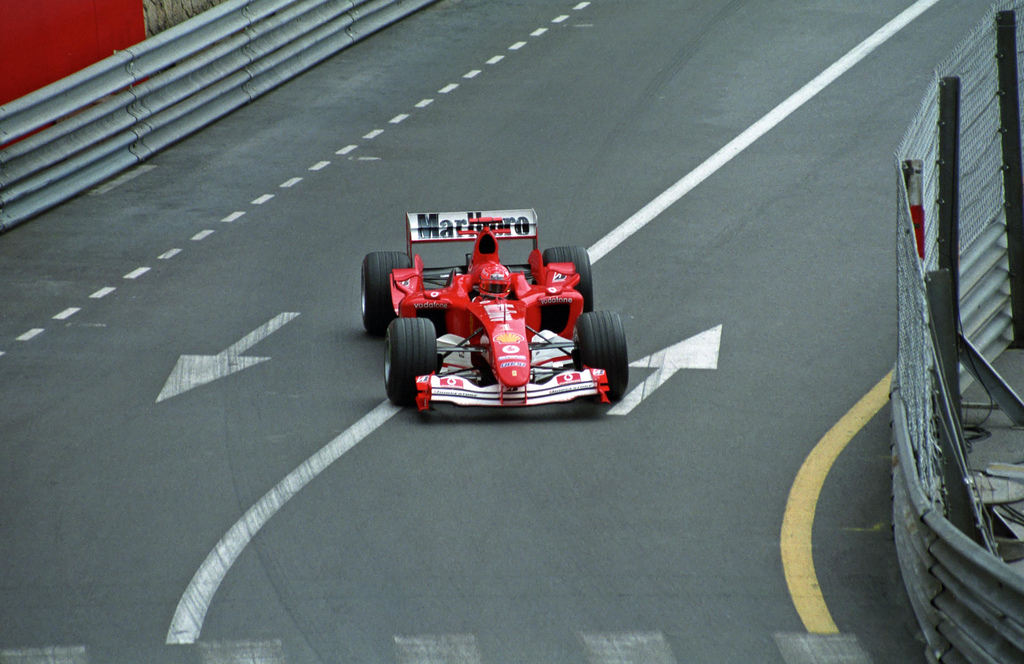
Michael Schumacher in azione durante il weekend. Il campione tedesco interruppe la serie di cinque vittorie consecutive con cui aveva iniziato la stagione, ritirandosi per incidente.

La procedura di partenza dovette essere ripetuta a causa della Toyota di Panis, che rimase ferma in griglia all'avvio del giro di formazione. Il pilota francese riuscì a rimettere in moto la vettura solo grazie all'aiuto dei meccanici, partendo poi dalla corsia box. La gara fu, di conseguenza, accorciata di un giro.
Al via scattò bene Trulli, che mantenne la prima posizione. Alle sue spalle si inserì il suo compagno di squadra Alonso, seguito da Button, Sato, autore di una buona partenza dalla settima posizione, Räikkönen, Michael Schumacher e Barrichello. Già durante il primo giro dal retrotreno della vettura di Sato cominciò a fuoriuscire del fumo, in modo via via più evidente: il pilota giapponese continuò però la sua gara e nel corso del terzo passaggio il motore Honda della sua BAR cedette, inondando la pista d'olio e creando un'enorme nuvola di fumo. Sato si spostò dalla traiettoria, ma la visibilità nel tratto di pista coinvolto fu decisamente compromessa; nel rallentamento generale che seguì, Fisichella tamponò violentemente la McLaren di Coulthard. La Sauber del pilota romano si capovolse, ma fortunatamente Fisichella rimase illeso.
Per sgombrare la pista dai detriti e dalle vetture incidentate la direzione gara fece entrare in pista la safety car, che rientrò ai box al termine del settimo passaggio. Montoya approfittò della ripartenza per sorpassare Barrichello alla prima curva, conquistando la sesta posizione; in testa alla corsa le due Renault allungarono sugli inseguitori. Il primo ad effettuare il proprio pit stop, nel corso del 13º giro, fu Montoya. Il pilota colombiano fu imitato cinque tornate più tardi da Button, mentre sei giri dopo rifornì Räikkönen. Nei giri successivi anche tutti gli altri piloti di testa tornarono ai box: al termine della prima serie di soste ai box Trulli continuò a condurre davanti ad Alonso, Michael Schumacher (autore anche del giro più veloce in gara nel tentativo riuscito di sopravanzare Button e Räikkönen), Button e Räikkönen. Il finlandese fu, però, costretto al ritiro al 27º giro, quando sulla sua McLaren si verificò un guasto al motore che spinse la squadra a fermarlo precauzionalmente.
Nello stesso momento, Montoya superò Heidfeld, conquistando la settima posizione: il colombiano aveva, però, perso posizioni per via del rifornimento anticipato, che lo aveva fatto arretrare dietro a Barrichello e Da Matta. Non ci furono ulteriori cambi di posizione fino al 40º passaggio, quando Alonso, durante un tentativo di doppiaggio ai danni di Ralf Schumacher, rallentato da problemi al cambio, uscì di traiettoria sotto il tunnel, perdendo il controllo della monoposto e sbattendo violentemente contro le barriere.
L'incidente disseminò la pista di detriti, al punto da richiedere un nuovo ingresso in pista della safety car. Tutti i piloti tranne i due della Ferrari ne approfittarono per effettuare il secondo rifornimento. Michael Schumacher si trovò così in testa, seguito da Montoya (quarto e doppiato), Trulli e Button. Nel corso del 45º giro la vettura di sicurezza si preparò a farsi da parte: per scaldare le gomme, Schumacher frenò bruscamente all'uscita del tunnel cogliendo di sorpresa Montoya, che lo tamponò.
La vettura del tedesco si intraversò, andando a sbattere contro le barriere e danneggiandosi irreparabilmente, mentre Montoya uscì indenne dall'incidente e poté proseguire la sua corsa. Al termine del Gran Premio Montoya e Schumacher furono convocati in direzione gara, senza però che a nessuno dei due venissero inflitte sanzioni per l'incidente. La vettura di sicurezza rientrò comunque ai box: alla ripartenza, Trulli conduceva davanti a Button, Barrichello, Montoya, Da Matta, Massa, Heidfeld, Ralf Schumacher, Panis e Baumgartner. Il pilota italiano incrementò immediatamente il proprio vantaggio sugli inseguitori, mentre Barrichello, con un rifornimento effettuato in meno, non riuscì ad insidiare Button che lo precedeva. Al 52º giro Da Matta dovette effettuare un drive-through di penalità per aver superato il limite di velocità in corsia box, perdendo la quinta posizione a vantaggio di Massa. A quattro giri dal termine si ritirò Ralf Schumacher.
Negli ultimi giri Button recuperò gran parte del vantaggio di Trulli, portandosi a meno di un secondo di distacco. Il pilota italiano, però, non commise errori e conquistò la prima ed unica vittoria in carriera davanti all'inglese e a Barrichello, ultimo pilota a pieni giri. A punti chiusero Montoya, Massa, Da Matta, Heidfeld e Panis.

### Risultati
| Pos | Nº | Pilota               | Costruttore        | Pneumatici | Giri | Tempo/Ritiro                 | Griglia | Punti |
| --- | -- | -------------------- | ------------------ | ---------- | ---- | ---------------------------- | ------- | ----- |
| 1   | 7  | Jarno Trulli         | Renault            | M          | 77   | 1h45'46"601                  | 1       | 10    |
| 2   | 9  | Jenson Button        | BAR - Honda        | M          | 77   | +0"497                       | 2       | 8     |
| 3   | 2  | Rubens Barrichello   | Ferrari            | B          | 77   | +1'15"766                    | 6       | 6     |
| 4   | 3  | Juan Pablo Montoya   | Williams - BMW     | M          | 76   | +1 giro                      | 9       | 5     |
| 5   | 12 | Felipe Massa         | Sauber - Petronas  | B          | 76   | +1 giro                      | 16      | 4     |
| 6   | 16 | Cristiano da Matta   | Toyota             | M          | 76   | +1 giro                      | 15      | 3     |
| 7   | 18 | Nick Heidfeld        | Jordan - Ford      | B          | 75   | +2 giri                      | 17      | 2     |
| 8   | 17 | Olivier Panis        | Toyota             | M          | 74   | +3 giri                      | 13      | 1     |
| 9   | 21 | Zsolt Baumgartner    | Minardi - Cosworth | B          | 71   | +6 giri                      | 19      |       |
| 10  | 4  | Ralf Schumacher      | Williams - BMW     | M          | 69   | Cambio                       | 12      |       |
| Rit | 1  | Michael Schumacher   | Ferrari            | B          | 45   | Collisione con J. P. Montoya | 4       |       |
| Rit | 8  | Fernando Alonso      | Renault            | M          | 41   | Incidente                    | 3       |       |
| Rit | 6  | Kimi Räikkönen       | McLaren - Mercedes | M          | 27   | Motore                       | 5       |       |
| Rit | 20 | Gianmaria Bruni      | Minardi - Cosworth | B          | 15   | Cambio                       | 20      |       |
| Rit | 19 | Giorgio Pantano      | Jordan - Ford      | B          | 12   | Cambio                       | 18      |       |
| Rit | 14 | Mark Webber          | Jaguar - Cosworth  | M          | 11   | Trasmissione                 | 11      |       |
| Rit | 10 | Takuma Satō          | BAR - Honda        | M          | 2    | Motore                       | 7       |       |
| Rit | 5  | David Coulthard      | McLaren - Mercedes | M          | 2    | Collisione con G. Fisichella | 8       |       |
| Rit | 11 | Giancarlo Fisichella | Sauber - Petronas  | B          | 2    | Collisione con D. Coulthard  | 10      |       |
| Rit | 15 | Christian Klien      | Jaguar - Cosworth  | M          | 0    | Incidente                    | 14      |       |

## Classifiche

### Piloti
| Pos | Pilota               | Punti |
| --- | -------------------- | ----- |
| 1   | Michael Schumacher   | 50    |
| 2   | Rubens Barrichello   | 38    |
| 3   | Jenson Button        | 32    |
| 4   | Jarno Trulli         | 31    |
| 5   | Juan Pablo Montoya   | 23    |
| 6   | Fernando Alonso      | 21    |
| 7   | Ralf Schumacher      | 12    |
| 8   | Takuma Satō          | 8     |
| 9   | Felipe Massa         | 5     |
| 10  | David Coulthard      | 4     |
| 11  | Cristiano da Matta   | 3     |
| 12  | Giancarlo Fisichella | 2     |
| 12  | Nick Heidfeld        | 2     |
| 14  | Olivier Panis        | 1     |
| 14  | Kimi Räikkönen       | 1     |
| 14  | Mark Webber          | 1     |

### Costruttori
| Pos | Costruttore        | Punti |
| --- | ------------------ | ----- |
| 1   | Ferrari            | 88    |
| 2   | Renault            | 52    |
| 3   | BAR - Honda        | 40    |
| 4   | Williams - BMW     | 35    |
| 5   | Sauber - Petronas  | 7     |
| 6   | McLaren - Mercedes | 5     |
| 7   | Toyota             | 4     |
| 8   | Jordan - Ford      | 2     |
| 9   | Jaguar - Cosworth  | 1     |

## Fonti
Tutti i dati statistici sono tratti da Autosprint n.21/2004